# Ben G. Davis
Benjamin Guy Davis (né le 8 août 1970) est professeur de chimie au département de chimie de l'Université d'Oxford ,  et membre du Pembroke College, Oxford .

## Éducation
Davis fait ses études privées à la Nottingham High School, puis à l'Université d'Oxford où il obtient un baccalauréat ès arts en chimie (avec pharmacologie chimique) en 1993 et un doctorat en philosophie en 1996 supervisé par George Fleet. Il est étudiant au Keble College d'Oxford.

## Recherche et carrière
Après son doctorat, Davis passe deux ans en tant que chercheur postdoctoral dans le laboratoire de J. Bryan Jones à l'Université de Toronto, explorant la chimie des protéines et la biocatalyse . En 1998, il retourne au Royaume-Uni pour occuper un poste de chargé de cours à l'Université de Durham. À l'automne 2001, il part au laboratoire Dyson Perrins et reçoit une bourse au Pembroke College, Oxford. Il est promu professeur en 2005 .
Les recherches de son groupe portent sur la compréhension chimique et l'exploitation de la fonction biomoléculaire (biologie synthétique, biologie chimique et médecine chimique), en mettant l'accent sur les glucides et les protéines. En particulier, les intérêts du groupe englobent la synthèse et la méthodologie ; synthèse de biomolécules cibles ; conception inhibiteur/sonde/substrat ; biocatalyse ; mécanisme enzymatique et biomolécule; détermination de la voie de biosynthèse ; ingénierie des protéines ; livraison de médicaments ; biologie moléculaire ; biologie structurale ; biologie cellulaire ; glycobiologie ; imagerie moléculaire et biologie in vivo .
Davis est élu membre de la Royal Society en 2015 . Il reçoit également le prix Mullard en 2005, le Prix Philip-Leverhulme en 2002 et la médaille et le prix Meldola en 1999 de la Royal Society of Chemistry . En 2019, il est élu membre de l'Académie des sciences médicales . Il remporte le prix Davy en 2020.